# فيليب غيبس
فيليب غيبس (بالإنجليزية: Philip Gibbs)‏ (1 مايو 1877، لندن في المملكة المتحدة - 10 مارس 1962 في المملكة المتحدة)؛ صحفي، كاتب وروائي بريطاني.

## روابط خارجية
- فيليب غيبس على موقع IMDb (الإنجليزية)